# 2012 VP113
2012 VP113 ist ein transneptunisches Objekt mit einem Durchmesser von etwa 450 Kilometern und einer Entfernung von 80,5 astronomischen Einheiten (AE) bis 435 AE von der Sonne. Der Asteroid ist wegen seiner Größe ein möglicher Kandidat für eine Kategorisierung als Zwergplanet. Er hat mit 80,5 AE noch vor Sedna (76 AE) die größte Perihelentfernung aller bekannten Objekte im Sonnensystem. Aufgrund der Umlaufbahnen von Sedna und 2012 VP113 vermuten Astronomen und Astrophysiker, dass es noch zahlreiche weitere Zwergplaneten jenseits dieser Bahnen am Rande des Sonnensystems im Kuipergürtel und der „inneren“ Oortschen Wolke gibt, und dass die Existenz eines neunten Planeten möglich ist.

## Entdeckung und Benennung
2012 VP113 wurde am 5. November 2012 von den Astronomen Chad Trujillo und Scott Sheppard mit dem NOAO-Teleskopen des Cerro Tololo Inter-American Observatory in Chile beobachtet. Die Bekanntgabe der Entdeckung erfolgte am 26. März 2014.
Da das „VP“ in der vorläufigen Bezeichnung in den USA der Abkürzung für Vizepräsident entspricht, bekam der Asteroid vom Entdeckerteam den Spitznamen Biden nach dem damaligen Vizepräsidenten der USA, Joe Biden. Ein solcher Name entspricht nicht den Regularien der IAU, sodass ein letztendlich offiziell vergebener Name anders lauten dürfte.
Nach seiner Entdeckung ließ sich 2012 VP113 auch auf Fotos vom 22. Oktober 2011, die am Mauna-Kea-Observatorium gemacht wurden, sowie vom 19. September und 8. November 2007 des Apache Point-Sloan Digital Sky Survey zurückgehend identifizieren und so seine Umlaufbahn genauer berechnen. Bislang wurde 2012 VP113 mit erdbasierten Teleskopen wie dem Cerro Tololo- und dem Las-Campanas-Observatorium beobachtet. Im Juli 2024 lagen insgesamt 55 Beobachtungen über einen Zeitraum von 17 Jahren vor. Die bisher letzte Beobachtung wurde am 27. August 2024 am Gemini-North-Observatorium auf dem Maunakea durchgeführt. (Stand 7. Juli 2025)

## Eigenschaften

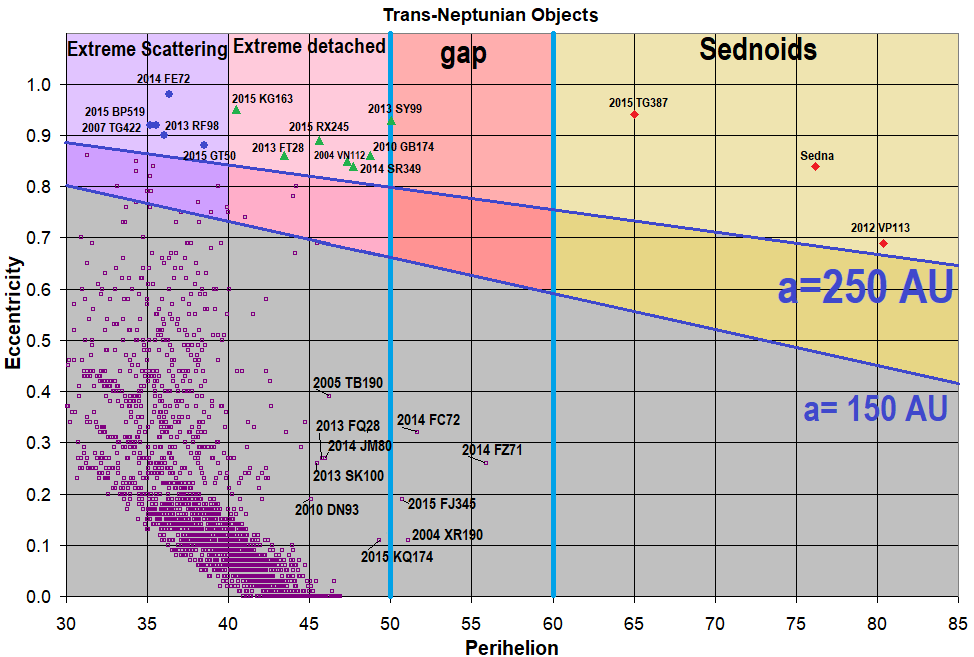
2012 VP_{113} als Bestandteil der Gruppe der Sednoiden.

### Umlaufbahn
2012 VP113 umkreist die Sonne in 4136,24 Jahren auf einer hochgradig elliptischen Umlaufbahn zwischen 80,42 AE und 434,92 AE Abstand zu deren Zentrum. Die Bahnexzentrizität beträgt 0,688, die Bahn ist 24,11° gegenüber der Ekliptik geneigt. Gegenwärtig (März 2019) befindet er sich 83,8 AE von der Sonne entfernt. Der letzte Periheldurchlauf erfolgte im Jahre 1979; der nächste müsste sich also erst um das Jahr 6114 ereignen.
Sowohl Marc Buie (DES) als auch das Minor Planet Center klassifizieren den Planetoiden als SDO; letzteres führt ihn allgemein auch als „Distant Object“. Das Johnston’s Archive führt es spezifisch als Sednoid auf.

### Größe
Gegenwärtig wird von einem geschätzten Durchmesser von etwa 571 km ausgegangen; dieser Wert beruht auf einem angenommenen Rückstrahlvermögen von 9 % und einer absoluten Helligkeit von 4,5 m. Es ist daher davon auszugehen, dass 2012 VP113 sich im hydrostatischen Gleichgewicht befindet und der Asteroid damit ein Zwergplanetenkandidat ist, basierend auf dem taxonomischen 5-Klassen-System von Mike Brown, von welchem diese Einschätzung stammt. Brown geht davon aus, dass es sich bei 2012 VP113 um wahrscheinlich einen Zwergplaneten handelt. Die scheinbare Helligkeit von 2012 VP113 beträgt 23,44 m.
| Jahr                                         | Abmessungen km | Quelle         |
| -------------------------------------------- | -------------- | -------------- |
| 2013                                         | 650,0 ± 350,0  | Trujillo u. a. |
| 2014                                         | 650,0 ± 350,0  | Lakdawalla     |
| 2018                                         | 702,0          | Johnston       |
| 2018                                         | 574,0          | Brown          |
| Die präziseste Bestimmung ist fett markiert. |                |                |